# Kanton Limoges-5
Der Kanton Limoges-5 ist seit 2015 ein französischer Wahlkreis für die Wahl des Départementrats im Arrondissement Limoges, im Département Haute-Vienne und in der Region Nouvelle-Aquitaine; sein Bureau centralisateur befindet sich in Limoges.

## Gemeinden
Der Kanton besteht aus drei Gemeinden und Gemeindeteilen mit insgesamt 18.410 Einwohnern (Stand: 1. Januar 2022) auf einer Gesamtfläche von 33,28 km²:
| Gemeinde             | Einwohner 1. Januar 2022 | Fläche km² | Dichte Einw./km² | Code INSEE | Postleitzahl        |
| -------------------- | ------------------------ | ---------- | ---------------- | ---------- | ------------------- |
| Le Palais-sur-Vienne | 5.861                    | 10,33      | 567              | 87113      | 87410               |
| Limoges              | 7.816                    | 5,53       | 1.413            | 87085      | 87000, 87100, 87280 |
| Rilhac-Rancon        | 4.733                    | 17,42      | 272              | 87125      | 87570               |
| Kanton Limoges-5     | 18.410                   | 33,28      | 553              | 8712       | –                   |

1. ↑   Nur der nordöstliche Teil der Gemeinde, der Rest verteilt sich auf die Kantone Limoges-1, Limoges-2, Limoges-3, Limoges-4, Limoges-6, Limoges-7, Limoges-8 und Limoges-9.